# Khu liên hợp thể thao Cheongju
Khu liên hợp thể thao Cheongju (tiếng Hàn: 청주종합경기장) là một sân vận động đa năng ở Cheongju, Hàn Quốc. Sân hiện được sử dụng chủ yếu cho các trận đấu bóng đá. Đây là sân nhà của Cheongju FC. Sân vận động có sức chứa 16.280 khán giả.